# آلوچه
آلوچه (نام علمی: Prunus cerasifera) یکی از انواع آلو و بومی اروپای جنوب شرقی و غرب آسیا است. این گیاه، در نقاط مختلفی از دنیا از جمله آمریکای شمالی و شرق استرالیا نیز کشت می‌شود.
درخت آلوچه به‌صورت وحشی به‌شکل درخت یا درختچه‌هایی به ارتفاع ۸ تا ۱۲ متر دیده می‌شوند که گاه دارای خار هستند. برخی از انواع این درخت دارای میوه‌های شیرین و برخی دیگر دارای میوه‌های ترش هستند.
درخت آلو درخت تزئینی پرطرفداری برای باغهاست و از میوهٔ آن در اروپا برای درست کردن مربا بهره‌برداری می‌شود. در ایران این میوه کمتر به‌صورت خام و فرآوری‌نشده مصرف می‌شود، بلکه انواع ترش آن را له و خشک کرده و به صورت فراورده‌های غذایی ترش‌مزه به بازار عرضه می‌کنند.